# エマヌエル・モール
エマーヌエル・モール（ハンガリー語: Emánuel Moór([ˈɛmaːnuɛl ˈmoːr])、1863年2月19日 - 1931年10月20日）はハンガリーの作曲家・ピアニスト・楽器発明家。

## 略歴
1863年、ケチケメート生まれ。プラハやウィーン、ブダペストで学んだ。1885年から1897年にかけて、ヨーロッパや、はるばるアメリカ合衆国に渡航して演奏旅行を行なった。
5つのオペラや8つの交響曲、4つのピアノ協奏曲や4つのヴァイオリン協奏曲、2つのチェロ協奏曲、1つのヴィオラ協奏曲、1つのハープ協奏曲、ヴァイオリンとチェロ、ピアノのための三重協奏曲、室内楽曲、レクィエム、歌曲を遺した。
発明した楽器の中で最も有名なものに、片手で2オクターブの音程を掴むことができるように手鍵盤を上下2段に重ねた「エマヌエル・モール式ピアノフォルテ（英語: Emánuel Moór Pianoforte）」がある。「デュプレクス＝カプラー・グランド・フォルテピアノ（英語: Duplex-Coupler Grand Pianoforte、「2段鍵盤式グランドピアノ」の意味）」との通称でも知られるが、この別名はモール本人が名付けたものではない。モーアは、再婚相手のイギリス人ピアニスト、ウィニフレッド・クリスティとともに、この2段鍵盤式ピアノを欧米の演奏会で用いて積極的な普及に努めた。モーリス・ラヴェルは、標準的なピアノで2手で弾くために自分が作曲した作品の場合でも、エマヌエル・モール式ピアノフォルテで演奏すると、自分が真に意図した響きが再現できると太鼓判を押している。
ピアノのための技術的な練習法（ウィニフレッド夫人と共著）を出版した。

## 註記
1. ↑  The Bechstein-Moor Viola at uk.geocities.com
2. ↑  Grove's Dictionary of Music and Musicians, 5th ed., 1954, Eric Blom ed.